# Odonatofauna
Odonatofauna – ogół gatunków (fauna) ważek (Odonata) zamieszkujących określony obszar geograficzny, rodzaj środowiska (biotop) lub żyjących w określonym okresie geologicznym. Pojęcie stosowane w pracach faunistycznych.
Do 2016 roku odonatofauna Polski liczyła 73 gatunki. Latem 2016 roku zaobserwowano obecność 74. gatunku – nomadki żółtawej (Pantala flavescens). W literaturze wykazano występowanie 76 gatunków, gdyż 2 gatunki (Coenagrion mercuriale i Gomphus pulchellus) zostały stwierdzone błędnie.